# Pulled Pork (Film)
Pulled Pork ist ein österreichischer Spielfilm vom Regisseur und Drehbuchautor Andreas Schmied aus dem Jahr 2023 mit Paul Pizzera, Otto Jaus, Valerie Huber und Elisabeth Kanettis. Der Kinostart der Krimikomödie war in Österreich am 6. Oktober 2023. In Deutschland kam der Film am 11. Juli 2024 in die Kinos.

## Handlung
Florian „Flo“ Kienzl, Edgar „Eddi“ Kovac und Samira Leoni sind gemeinsam im Krutzlerheim aufgewachsen. Flo wurde später Polizist und ist nunmehr als Detektiv tätig, sein Ziehbruder Eddi wurde auf Bewährung aus der Haft entlassen. Eddi wurde wegen Einbruch und Sachbeschädigung bei dem ehemaligen Fußballprofi und Schweinezüchter Benny Jagschitz zu 18 Monaten verurteilt. Eddis Bewährungshelferin Eleni Papatopoulos ist im achten Monat von ihm schwanger. In Graz steht die Wahl des Bürgermeisters bevor, Jagschitz führt die Umfragen an.
Oleg Kutsenko ist IT-Techniker bei Jagschitz, der von seiner Geliebten und Miss Leibnitz 2012 Marissa Atzler vermisst wird. Flo sollte Oleg für Marissa ausfindig machen. Bald darauf wird Olegs Assistentin Britney ermordet. Flo wird als Tatverdächtiger von Polizistin Melanie „Meli“ Hauser, die früher mit Flo liiert war, vorübergehend festgenommen. Am Polizeiposten treffen Flo und Eddi nach längerer Zeit zufällig wieder aufeinander. Eddi versucht sich mit Eleni ein neues Leben aufzubauen und möchte mit Flo eigentlich nichts mehr zu tun haben. Allerdings droht Flo Edi mit einem Hinweis an die Lebensmittelbehörden über das Restaurant seiner künftigen Schwiegermutter Olympia. Edi soll Flo dabei helfen, Oleg ausfindig zu machen. Später werden die beiden von Oleg selbst telefonisch kontaktiert.
Laut Jagschitzs russischer Beraterin Ludmilla hatte Oleg Passwörter geändert, zudem hat er einen Key für Ransomware, jeder Tag, an dem der Firmenserver gesperrt ist, kostet dem Unternehmen von Jagschitz 100.000 Euro. Für den Key für die Ransomware fordert Oleg von Flo per Telefon seine Nola 2 Red Scorpion Sneakers aus seinem Büro. Die Übergabe soll im Flugplatz-Hangar stattfinden. Chefinspektor „Bam Bam“ Bammer ist mit Benny Jagschitz befreundet und hat dessen illegalen Aktivitäten bisher gedeckt. Den Mord von Jagschitzs mexikanischem Bodyguard Nacho an Britney möchte er jedoch nicht mehr decken. Jagschitz behauptet allerdings, damit nichts zu tun zu haben. Ludmilla fordert von Jagschitz 150.000 Euro. Ursprünglich kamen die Russen zu ihm, um die Sanktionen gegen Russland zu umgehen. Aufgrund der Ransomware machen sie aber kein Geld mehr.
Das Krutzlerheim gehört mittlerweile dem Unternehmer Nogger, der den Wahlkampf von Jagschitz finanziell unterstützt. Nogger möchte 7.500 Euro für die von Oleg gewünschten roten Turnschuhe. Oleg möchte sich mit seiner Freundin Marissa am Flughafen bei Bennys Pulled Pork Container treffen. In den Turnschuhen war ein Speicherkarte mit einem Video der späteren Staatsanwältin Samira Leoni versteckt. Oleg benötigt das Video als Absicherung gegen Jagschitz. Samira hatte gegen Jagschitz ermittelt, Eddi hatte ihr dabei geholfen. Eines Nachts ist Samira verschwunden.
Nogger möchte auf Wunsch seines Geschäftspartners Jagschitz von Eddi für die roten Turnschuhe, dass er die Mordwaffe für den Mord an Britney Flo als Beweismittel unterschiebt. Flo wird erneut von der Polizei festgenommen. Hauser ist allerdings von der Unschuld von Flo überzeugt und lässt ihn wieder laufen. Im Büro von Oleg finden Flo und Eddi die Speicherkarte mit den Aufnahmen von Samira, außerdem erzählt ihnen Marissa, was Samira, die für Jagschitz und Nogger gearbeitet hatte, herausgefunden hatte.
Nachdem die mit Ransomware gesperrten Server von Eddi entsperrt werden, erhalten die Russen einen Alarm. Der Gouverneur von Smolensk chattet mit Eddi, der ihm erzählt, dass Jagschitz seine Server untervermietet. Die Russen lassen die Server sperren und vermutlich aus der Ferne löschen. Aus der Waffe von Nacho löst sich ein Schuss, Eddi wird verletzt ins Krankenhaus eingeliefert. Jagschitz und Ludmilla werden von der Polizei festgenommen. Meli kündigt bei der Polizei, weil sie den Freunden ihres Vorgesetzten Bammer nicht mehr helfen will. Eddi wird aus dem Krankenhaus entlassen und Vater. Überraschend taucht Samira bei Edi und Flo auf und bedroht sie mit einer Pistole.

## Produktion und Hintergrund
Die Dreharbeiten fanden an 27 Drehtagen vom 13. September bis zum 20. Oktober 2022 in der Steiermark und in Wien statt. Unterstützt wurde die Produktion vom Österreichischen Filminstitut, vom Filmfonds Wien, von FISA Filmstandort Austria und Cinestyria Filmcommission and Fonds sowie Cine Art Steiermark, beteiligt war der Österreichische Rundfunk. Produziert wurde der Film von der österreichischen Samsara Filmproduktion der Produzenten Loredana Rehekampff und Andreas Schmied. Den Vertrieb übernahm Constantin Film. Das Budget betrug rund 2,7 Millionen Euro.
Die Kamera führte Matthias Meissl, die Musik schrieben Daniel Fellner und Paul Pizzera, die Montage verantwortete Gerd Berner und das Casting Nicole Schmied. Den Ton gestalteten Sergey Martynyuk und Bernd Dormayer, das Kostümbild Theresa Ebner-Lazek, das Maskenbild Olivia Weigelt und Katharina Lenz und das Szenenbild Veronika Tupy.  Als Stuntman fungierte Joe Tödtling.
Ein Trailer wurde im August 2023 am Filmfestival Kitzbühel vorgestellt. Sängerin Melissa Naschenweng gab ihr Schauspieldebüt als Polizistin.

## Veröffentlichung
Der Kinostart war in Österreich am 6. Oktober 2023. In Deutschland kam der Film am 11. Juli 2024 in die Kinos.
Im ORF wurde der Film am 6. Jänner 2025 erstmals ausgestrahlt.

## Fortsetzung
2024 gab Paul Pizzera die Arbeiten an einem zweiten Teil bekannt, die Fortsetzung soll den Titel Neo Nuggets tragen.

## Rezeption

### Kritiken
Christian Schachinger schrieb über den Film auf DerStandard.at: „knapp zwei Stunden erwartbares und witzloses Täterjagen“.
Sabina Zeithammer meinte im Falter, dass sich Regisseur Andreas Schmied stark auf seinen sympathischen Cast verlasse. Schwach sei aber das Drehbuch: Trotz betont aufgekratzter Stimmung schleppe sich die Handlung ohne jeden Esprit durch merkwürdige Wendungen.
Katrin Nussmayr schrieb in der Tageszeitung Die Presse, dass über viele knallig betitelte Kapitel, wild durch die Zeit springend, eine flotte Geschichte erzählt werde, über deren Details man nicht zu sehr nachgrübeln dürfe. Den hintergründigen Schmäh, der die klassischen österreichischen Kabarettfilme auszeichnet, dürfe man sich hier nicht erwarten. Humortechnisch hangele sich der Film durch oberflächliche Gags. Das Derbe paare sich fröhlich mit proletarischer Bodenständigkeit, der Ton sei rau, aber auf eine gewählte Art.
Franco Schedl befand auf film.at, dass das Drehbuch eine Handlung mit genügend Dramatik und Spannung zu bieten habe. Die größte Überraschung biete der Umstand, dass es mit einem richtigen Cliffhanger ende. Schmied und sein Team hätten zu Recht von vornherein sehr großes Vertrauen in die Story und die beiden Hauptdarsteller gesetzt. Zur völligen Perfektion fehlt höchstens noch ein Gastauftritt von Arnold Schwarzenegger.
Susanne Gottlieb urteilte auf heldenderfreizeit.com, dass die Produktion zwar nicht das Zeug zum Kultfilm habe, aber überraschend gut unterhalte, kurzweilig sei und eine der besseren österreichischen Massenkomödien der letzten Jahre.

### Kinobesucher / Quote
Mit insgesamt 105.622 Kinobesuchern war es hinter Griechenland und Der Fuchs die dritterfolgreichste österreichische Produktion des Kinojahres 2023. Der Film wurde dafür mit dem Austrian Ticket 2023 ausgezeichnet.
Die Erstausstrahlung auf ORF 1 im Jänner 2025 verfolgten bis zu 625.000 Zuschauer, im Durchschnitt waren 539.000 Personen bei einem Marktanteil von 19 Prozent mit dabei.